# El Mirador, Ixhuatán
El Mirador är en ort i Mexiko.   Den ligger i kommunen Ixhuatán och delstaten Chiapas, i den sydöstra delen av landet, 700 km öster om huvudstaden Mexico City. El Mirador ligger 1 502 meter över havet och antalet invånare är 122.
Terrängen runt El Mirador är bergig norrut, men söderut är den kuperad. El Mirador ligger uppe på en höjd. Runt El Mirador är det ganska tätbefolkat, med 72 invånare per kvadratkilometer. Närmaste större samhälle är Tapilula, 7,9 km söder om El Mirador. I omgivningarna runt El Mirador växer i huvudsak städsegrön lövskog.